# Тончхон
Тончхон (кор. 동천, 東川,  Dongcheon, Tongch'ǒn; 209—248) — корейський ван, одинадцятий правитель держави Когурьо періоду Трьох держав.

## Біографія
Був онуком вана Сінтхе й сином Сансана. Його матір'ю була наложниця останнього. 213 року Тончхона було проголошено спадкоємцем престолу, а 227 року, після смерті батька, він зайняв престол.
238 року Тончхон уклав союз із Вей, однією з трьох північнозахідних китайських держав, з метою атаки на клан Гонсунь, щоб знищити їхню владу на Ляодунському півострові. Та війна завершилась перемогою, проте нову загрозу Когурьо вже становила Вей.
Когурьо, зібравши сили, почала здійснювати напади на китайські командирства, що перебували під номінальним контролем Вей. 242 року Тончхон атакував китайську фортецю в гирлі річки Ялуцзян, що стало початком повноцінної війни між Когурьо та Вей. 244 року сили Вей вторглись до Когурьо та захопили Хвандо. Тончхон був змушений тікати до своєї столиці. Перебуваючи в Окчо, ван докладав зусиль до перевезення двору до нової столиці, що й відбулось 246 року. Однак розташування тієї столиці дотепер залишається спірним.
Невдовзі Тончхон організував атаку, в результаті якої він повернув собі всі втрачені під час війни з Вей території.
243 року Тончхон проголосив свого сина, Йонбуля, спадкоємцем престолу. 245 року він здійснив напад на Сіллу, втім уже 248 року уклав з нею мир.
Наприкінці 248 року Тончхон захворів і помер, його правління тривало 22 роки. Самгук Сагі стверджує, що він мав настільки сильну любов серед його підданих, що багато хто з них пішов із ним у могилу.